# Systeembiologie
Systeembiologie (Engels: systems biology) is de wetenschap die biologische systemen op het niveau van de cel bestudeert als een geheel. Hoewel de term 'systems biology' vaak gebruikt wordt in wetenschappelijke literatuur, is er nog geen eenduidige, algemeen aanvaarde definitie van systeembiologie.
Biologische systemen bestaan uit vele componenten, zoals genen, eiwitten en metabolieten. In de systeembiologie gaat het niet alleen om de functie van al deze componenten, maar vooral ook om de dynamische interacties tussen al deze componenten.
Ieder biologisch systeem kan worden gezien als een hiërarchisch georganiseerd netwerk van interacties. Bijvoorbeeld: eiwitten hebben interacties met andere eiwitten, en vormen eiwitcomplexen. Verschillende eiwitcomplexen hebben interactie met elkaar, en vormen samen met andere componenten een celorganel. Ook celorganellen kunnen allerlei interacties met elkaar hebben, en maken deel uit van een cel, et cetera. Systeembiologie probeert al deze interacties in kaart te brengen.
Hoewel de gedachte achter systeembiologie al vrij oud is (en in zekere mate afkomstig is van het holisme), is systeembiologie als wetenschap nog maar vrij recent in opkomst. Het Institute for Systems Biology in Seattle werd in 2000 opgericht en was het eerste van dergelijke instituten. Dit heeft vooral te maken met de sterke opkomst van onderzoeksgebieden als genomica, proteomica en andere '-omica'-gebieden. De ontwikkeling van zogenaamde high-throughput methoden, chiptechnologie (zoals DNA-microarrays) en technieken zoals massaspectrometrie dragen hieraan bij. Dankzij al deze methoden en technieken is het mogelijk de duizenden componenten waaruit een biologisch systeem bestaat enigszins in kaart te brengen.

## Lijst met systeembiologie groepen in België en Nederland
| Universiteit / Instituut              | Faculteit / Centrum / Programma                                       | Deelnemers |
| ------------------------------------- | --------------------------------------------------------------------- | --- |
| KU Leuven                             | Centrum voor Computationele Systeembiologie                           | |
| VIB/PSB Gent                          | Plant Systems Biology                                                 | |
| Netherlands Genomics Initiative (NGI) | Netherlands Consortium for Systems Biology (NCSB)                     | Cancer Genomics Centre (CGC), Centre for BioSystems Genomics (CBSG), Centre for Medical Systems Biology (CMSB), Kluyver Centre for Genomics of Industrial Fermentation, Netherlands BioInformatics Centre (NBIC), Netherlands Institute for Systems Biology (NISB), Top Institute Food&Nutrition (TIFN), Top Institute Pharma (TIP) |
| Technische Universiteit Eindhoven     | Faculteit Biomedische Technologie, Computational Biology Group (CBio) | |
| Universiteit Maastricht               | Maastricht Centre for Systems Biology                                 | |

## Verwijzingen
1. ↑  KU Leuven, Centrum voor Computationele Systeembiologie
2. ↑  PSB Gent, Plant System Biology
3. ↑  Netherlands Consortium for Systems Biology
4. ↑  Technische Universiteit Eindhoven, Faculteit Biomedische Technologie